# 井上愛里沙
井上 愛里沙（いのうえ ありさ、1995年5月8日 - ）は、日本の元女子バレーボール選手。

## 来歴
京都府舞鶴市出身。2003年頃、友人に誘われてバレーボールを始める。小学6年で身長が170cmを越え、中学は岡山県の強豪就実中学校にバレー留学。
全日本中学校選手権大会において、就実中は3年連続3位入賞を果たし、井上は一躍中学バレー界のホープとなった。
就実中卒業後は出身地舞鶴市の西舞鶴高校に進学する。「バレーは中学でやり尽くした感があり、医療の道に進みたかった」と語っている。しかし、2013年度の全日本ジュニア代表にただ一人高校生として選出され、6月ブルノで開催された第17回世界ジュニア選手権に出場。アウトサイドヒッターとして、28年ぶりとなるチーム準優勝に大きく貢献した。
2014年4月に筑波大学に進学し、同月日本代表に初選出された。
翌月のモントルーバレーマスターズで途中出場ながら12得点（アタック11点、サーブ1点）をあげ、シニア日本代表デビューを果たした。
2015年4月、東京オリンピックの強化指定選手であるTeam COREのメンバーに選出された。同年7月に光州市で行われた第28回ユニバーシアード競技大会（2015/光州）に出場し、銅メダル獲得に貢献した。
2017年度、8月は二大会連続出場となる第29回ユニバーシアード競技大会（2017/台北）では主力として活躍し、11大会ぶりの銀メダル獲得に大きく貢献した。大学では、東日本インカレで優勝に貢献し最優秀選手賞を受賞し、全日本インカレでも準優勝に貢献し敢闘選手賞を受賞した。また、両方でベストスコアラー賞に輝いた。
2018年1月25日、久光製薬スプリングス（現・久光スプリングス）の内定選手になったと発表された。4月に正式入団。
2019年7月、三大会連続出場となる第30回ユニバーシアード競技大会（2019/ナポリ）では主将に選出され、銅メダルを獲得した。
2021/22シーズン、令和3年度皇后杯全日本選手権大会で優勝に貢献しMVPを受賞。2021-22 V.LEAGUE DIVISION1 WOMENでもチームの逆転優勝に貢献し、最高殊勲選手賞（MVP）、ベスト6に輝き、得点王（日本記録賞：584得点）も受賞した。最大の目標としていた2021年開催の東京オリンピック出場がかなわなかったが、それでも自身はやり切ったという気持ちで、現役ラストのつもりで臨んでいたシーズンだった。シーズン終了後も引退の意志があったが、日本代表監督に再任した眞鍋政義から「パリ五輪を目指して欲しい」などとラブコールが送られ、それが現役続行の決断につながったという。
2022年6月4日、フランスリーグのサン＝ラファエルは2022/23シーズンに向けて井上が入団すると公式Facebookで発表した。7月28日、久光スプリングスからも井上の海外移籍が発表された。
2022年度は、日本代表としてネーションズリーグと世界選手権に出場した。
2023年4月27日、Vリーグのサイトで移籍希望であることが公示された。2022/23シーズン終了後にサン＝ラファエルを退団して活動拠点を日本に戻し、ネーションズリーグには日本バレーボール協会所属扱いとして出場した。
2023年9月29日、2023/24シーズンの新規加入（移籍）選手として、ヴィクトリーナ姫路への入団が発表された。
2025年3月、2024-25シーズン限りでの現役引退が発表された。引退後は新設されるU15チームの監督に就任。

## 人物
- 愛称の「ショウマ」は中学時代に先輩から「憧磨（ショウマ）」と名付けられたもので、「皆の憧れになるよう自分を磨いて欲しい」という願いが込められている[27]。
- 2025年5月、大阪ブルテオンコーチの山口裕太郎との結婚を発表[28]。

## 球歴
- 日本ジュニア代表 - 2013年
  - U-20世界選手権 - 2013年
  - アジアU-23選手権 - 2015年
- 日本代表 - 2014年-2024年
  - 世界選手権 - 2022年
  - オリンピック予選 - 2023年
  - オリンピック - 2024年
  - ネーションズリーグ - 2018年、2022年、2023年、2024年
  - ワールドグランプリ - 2016年
  - アジアカップ - 2016年

## 所属チーム
- 舞鶴市立余内小学校（余内小クラブ）
- 就実中学校
- 西舞鶴高校
- 筑波大学（2014-2018年）
- 久光スプリングス（2018-2022年）
- サン＝ラファエル（フランス語版）（2022-2023年）
- ヴィクトリーナ姫路 #10（2023-2025年）

## 受賞歴
- 2013年 - 京都府スポーツ賞[29]
- 2015年 - ユニバーシアード （銅メダル）
- 2015年 - 世界U23選手権 ベストアウトサイドヒッター（2位）[30]
- 2017年 - ユニバーシアード（銀メダル）
- 2017年 - 東日本インカレ 最優秀選手賞、ベストスコアラー賞
- 2017年 - 全日本インカレ 敢闘選手賞、ベストスコアラー賞
- 2021年 - 令和3年度皇后杯全日本選手権大会 MVP
- 2022年 - 2021-22 V.LEAGUE DIVISION1 WOMEN 最高殊勲選手賞、ベスト6、得点王（日本記録賞）

## 個人成績
V.LEAGUEの個人成績は下記の通り（ファイナルステージ、VCup含む）。
| 大会            | チーム          | 出場     | 出場        | アタック | アタック | アタック | アタック | バックアタック | バックアタック | バックアタック | バックアタック | アタック 決定本数 | ブロック | ブロック       | サーブ | サーブ         | サーブ   | サーブ | サーブ | サーブ   | サーブレシーブ | サーブレシーブ | サーブレシーブ | サーブレシーブ | 総得点      | 総得点      | 総得点   | 総得点      |
| --------------- | --------------- | -------- | ----------- | -------- | -------- | -------- | -------- | -------------- | -------------- | -------------- | -------------- | ----------------- | -------- | -------------- | ------ | -------------- | -------- | ------ | ------ | -------- | -------------- | -------------- | -------------- | -------------- | ----------- | ----------- | -------- | ----------- |
| 大会            | チーム          | 試 合 数 | セ ッ ト 数 | 打 数    | 得 点    | 失 点    | 決 定 率 | 打 数          | 得 点          | 失 点          | 決 定 率       | セ ッ ト 平 均    | 得 点    | セ ッ ト 平 均 | 打 数  | ノ 丨 タ ッ チ | エ 丨 ス | 失 点  | 効 果  | 効 果 率 | 受 数          | 成 功 ・ 優    | 成 功 ・ 良    | 成 功 率       | ア タ ッ ク | ブ ロ ッ ク | サ 丨 ブ | 得 点 合 計 |
| V1 2017-18      | 久光            | 6        | 13          | 42       | 20       | 1        | 47.6     | 3              | 1              | 0              | 33.3           | 1.54              | 1        | 0.08           | 14     | 0              | 1        | 0      | 3      | 12.5     | 30             | 7              | 8              | 36.7           | 20          | 1           | 1        | 22          |
| V1 2018-19      | 久光            | 30       | 29          | 288      | 107      | 8        | 37.2     | 15             | 2              | 1              | 13.3           | 3.69              | 5        | 0.17           | 92     | 2              | 8        | 6      | 30     | 17.4     | 83             | 34             | 24             | 55.4           | 107         | 5           | 10       | 122         |
| V1 2019-20      | 久光            | 6        | 73          | 854      | 314      | 28       | 36.8     | 70             | 19             | 8              | 27.1           | 4.3               | 13       | 0.18           | 206    | 3              | 8        | 14     | 61     | 11.0     | 260            | 102            | 73             | 53.3           | 314         | 13          | 11       | 338         |
| V1 2020-21      | 久光            | 30       | 100         | 1043     | 366      | 40       | 35.1     | 89             | 21             | 5              | 23.6           | 3.66              | 40       | 0.40           | 352    | 5              | 6        | 24     | 99     | 8.5      | 255            | 106            | 57             | 52.7           | 366         | 40          | 11       | 417         |
| V1 2021-22      | 久光            | 36       | 120         | 1477     | 573      | 54       | 38.8     | 163            | 46             | 7              | 28.2           | 4.78              | 48       | 0.40           | 478    | 3              | 17       | 36     | 166    | 11.0     | 236            | 101            | 71             | 57.8           | 573         | 48          | 20       | 641         |
| 通算：5シーズン | 通算：5シーズン | 126      | 335         | 3704     | 1380     | 131      | 37.3     | 340            | 89             | 21             | 26.2           | 4.12              | 107      | 0.32           | 1142   | 13             | 40       | 80     | 359    | 10.7     | 864            | 350            | 233            | 54             | 1380        | 107         | 53       | 1540        |